# Шмидехаузен
Шмидехаузен (нем. Schmiedehausen) — община в Германии, в земле Тюрингия. 
Входит в состав района Веймар. Подчиняется управлению Бад Зульца. Население составляет 420 человек (на 31 декабря 2010 года). Занимает площадь 10,37 км².